# La Pitahaya, Santiago Tuxtla
La Pitahaya är en ort i Mexiko.   Den ligger i kommunen Santiago Tuxtla och delstaten Veracruz, i den sydöstra delen av landet, 400 km öster om huvudstaden Mexico City. La Pitahaya ligger 18 meter över havet och antalet invånare är 386.
Terrängen runt La Pitahaya är platt, och sluttar västerut. Runt La Pitahaya är det ganska tätbefolkat, med 67 invånare per kvadratkilometer. Närmaste större samhälle är Francisco I. Madero, 12,5 km öster om La Pitahaya. Trakten runt La Pitahaya består till största delen av jordbruksmark.